# 格明德 (下奧地利州)
格明德（德語：Gmünd）是奧地利下奧地利州的市镇，位於該國東北部盧日尼采河畔，面積25.10平方公里，海拔高度485米，鎮上的皇宮建於16世紀，2012年人口5,376。